# Полозовая
Полозовая — гора на Южном Урале, восточный склон хребта Амшар. В 20 км находится хребет Аксарка.
Расположена в Катав-Ивановском районе Челябинской области.

## Этимология
Полозовая, по главной версии, от наименования змеи полоза, встречающегося на Южном Урале. Местное предание гласит, что в старину на горе и её окрестностях много было этих змей. Предание тюркское.